# Pakistan aux Jeux olympiques d'hiver de 2022
Le Pakistan participe aux Jeux olympiques d'hiver de 2022 à Pékin en Chine du 4 au 20 février 2022. Il s'agit de sa quatrième participation à des Jeux d'hiver.

## Résultats en ski alpin
Le comité parvient à décrocher deux quotas,un homme et une femmes, au terme de la saison 2021-2022. La skieuse Mia Nuriah Freudweiler, elle qui avait représenté le Pakistan aux JOJ d'hiver de 2020 à Lausanne, aurait pu concourir mais déclare forfait à cause d'une blessure.
Muhammad Karim participe de son côté à ses troisièmes jeux consécutifs.
| Athlète        | Épreuve | 1re manche | 1re manche | 2e manche | 2e manche | Total   | Total   |
| Athlète        | Épreuve | Temps      | Rang       | Temps     | Rang      | Temps   | Rang    |
| -------------- | ------- | ---------- | ---------- | --------- | --------- | ------- | ------- |
| Muhammad Karim | Slalom  | Abandon    | Abandon    | Éliminé   | Éliminé   | Éliminé | Éliminé |